# 8 Batalion Strzelców Karpackich
8 Batalion Strzelców Karpackich (8 bsk) – pododdział piechoty Polskich Sił Zbrojnych.

## Formowanie i działania batalionu
8 Batalion Strzelców Karpackich został sformowany po raz pierwszy wiosną 1942 roku, w Palestynie, w składzie 3 Brygady Strzelców Karpackich. Podstawą formowania był rozkaz Ldz. 2440/A/I/tjn./42 dowódcy Wojska Polskiego na Środkowym Wschodzie z 23 maja 1942 roku i rozkaz Ldz. 53/59/Og. Org./tjn./42 dowódcy Dywizji Strzelców Karpackich z 30 maja 1942 roku. W listopadzie 1942 roku batalion został rozformowany.
Po raz drugi 8 Batalion Strzelców Karpackich został sformowany pod koniec 1944 roku we Włoszech również w składzie 3 Brygady Strzelców Karpackich. W kwietniu 1945 roku walczył w bitwie o Bolonię.
Po wojnie batalion, będąc w składzie wojsk okupacyjnych, pełnił między innymi służbę wartowniczą. W lutym 1946 ochraniał obiekty wojskowe w rejonie Senigallia.
W 1946 roku został przetransportowany z Włoch do Wielkiej Brytanii i tam w 1947 roku rozformowany.

## Żołnierze batalionu
Dowódcy batalionu
- mjr Karol Hareńczyk (do 3 VIII 1945)[3]
- mjr Marian Jana (3 VIII 1945 - 1947)[4]

Zastępca dowódcy batalionu
- mjr Wojciech Kania[4]

Szeregowcy
- strz. Jan Kisza

## Symbole batalionu
Sztandar

Sztandar, ufundowany przez społeczeństwo włoskich miast Imola i Senigallia, wręczył batalionowi 11 sierpnia 1946 roku gen. Anders.
Na stronie głównej płata znajduje się wykonany z pąsowego jedwabiu motyw krzyża kawalerskiego z wizerunkiem Matki Boskiej Częstochowskiej. W czterech rogach wyhaftowano odznaki batalionu. Na ramionach krzyża umieszczono ponadto oznakę honorową 2 Korpusu), oznakę rozpoznawczą dowództwa 2 Korpusu i oddziałów pozadywizyjnych, oznakę rozpoznawczą 3 Dywizji Strzelców Karpackich, odznakę organizacji katolickiej opiekującej się żołnierzami oraz herb Bolonii na tle gałązek świerkowych.
Na stronie odwrotnej, w środku krzyża kawalerskiego, znajduje się napis: "Bóg, Honor i Ojczyzna", na ramionach zaś nazwy miast włoskich, w których wyzwalaniu uczestniczył 8 batalion: "Bologna", "Imola - 14 IV 1945", "Castel S. Pietro". W lewym górnym i dolnym rogu umieszczono herby miast fundatorów: Imoli i Senigalli.
Obecnie sztandar eksponowany jest w Instytucie Polskim i Muzeum im. gen. Sikorskiego w Londynie.
Odznaka pamiątkowa

Zatwierdzona w dzienniku Rozkazów dowódcy 2 Korpusu nr 12, poz.74 z 29 stycznia 1946 roku. Odznaka wykonana została z oksydowanego białego metalu; Na gałązkę jodłową nałożona jest arabska cyfra 8 i litery SK. Cyfra pokryta granatową emalią, litery i obramowanie cyfry złocone. Gałązka jodłowa w kolorze starego srebra.
Noszona była na beretach w odległości 5 cm od orzełka po jego lewej stronie, umieszczona na podkładce sukiennej. Dla każdej kompanii był ustalony inny kolor podkładki: kompania dowodzenia – granatowy, kompania wsparcia – czarny, 1 kompania – żółty, 2 kompania – soczysta zieleń, 3 kompania – pąsowy, 4 kompania – karmazynowy. Odznaka noszona również bez podkładki na lewej górnej kieszeni munduru.